# Venus von Jelissejewitschi
Die Venus von Jelissejewitschi (engl. Transkription Eliseevichi) ist eine Venusfigurine aus dem Epigravettien.

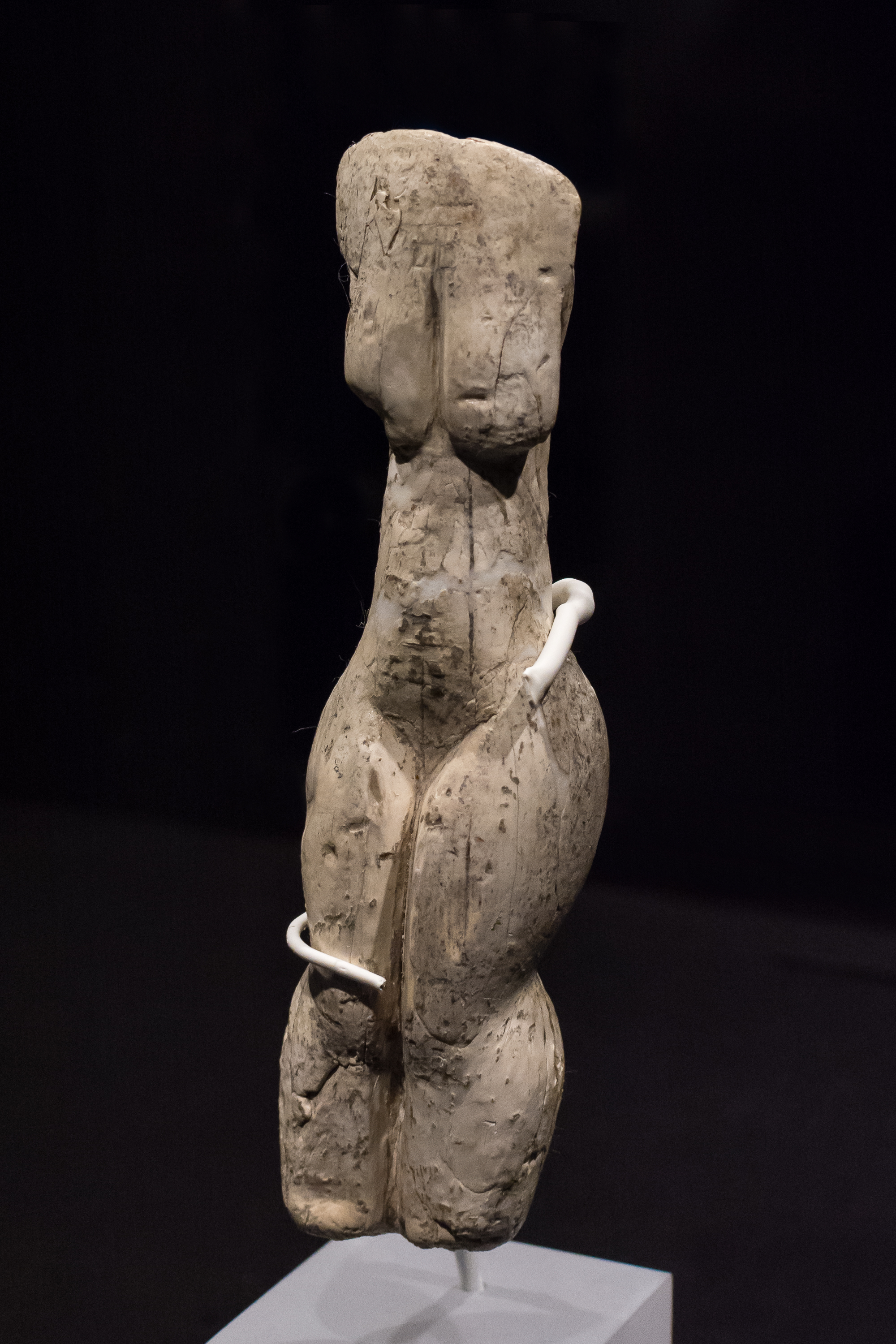
Venusfigurine von Jelissejewitschi, ca. 15.000 BP, aufbewahrt in der Kunstkammer, Eremitage Sankt Petersburg, Russland

Die Figur wurde 1930 nahe dem Sudost-Fluss in der westrussischen Oblast Brjansk in Russland entdeckt. Sie ist 15 cm hoch und wurde aus Mammutelfenbein geschnitzt. Auffällig an ihr ist, dass sie eine junge Frau darstellt, darin der Venus impudique aus Laugerie-Basse in Frankreich ähnlich. Obwohl die Figur der Kategorie „Venus“ zugeordnet wird, scheint sie stilistisch nicht mit anderen russischen paläolithischen Figuren vergleichbar zu sein (wie den Venusfigurinen von Kostjonki oder denen von Gagarino).